# Русский монумент
Русский монумент (норв. Russemonumentet) — памятник (монумент), на Роальд Амундсен гате (площадь имени Р. Амундсена), солдату-освободителю Норвегии, установленный в городе Киркенес.

## История
Русский монумент — памятник воинам-освободителям ВС СССР, принёсшим народам Норвегии долгожданную свободу. Воздвигнут норвежцами
в знак благодарности Красной Армии за освобождение Восточного Финнмарка в ходе Петсамо-Киркенесской операции, в период 15 — 25 октября 1944 года.

Красная Армия пришла быстро, их было много, они изгнали немцев из Финнмарка. Они — наши освободители. Миллионы советских солдат сложили жизни в войне с нацистами. Если немцы сожгли всё, что было в Финнмарке, то русские, которые оставались здесь ещё год, построили походный госпиталь и спасли жизни многих норвежцев.— Мэр коммуны Сёр-Варангер Сесилия Хансен
В 1945 году власти Союза ССР предложили сохранить память о погибших военнослужащих освобождавших Норвегию от немецкой оккупации. На согласование проекта памятника в Киркенесе приехали скульпторы и архитекторы из Советского Союза. Однако после выхода советских войск из Сёр-Варангера норвежцы завершали проект монумента исключительно собственными силами.
Фигура воина-освободителя создана норвежским скульптором Стиниусом Фредриксеном, первоначально, по задумке автора, нога советского солдата, в сапоге, должна попирать символ нацистов Третьего рейха — немецкого орла. Но крепнущее между Норвегией и Западной Германией сотрудничество помешало воплощению в жизнь этой идеи. Власти поручили скульптору убрать изображение эмблемы. Макет первоначального варианта монумента, с орлом, можно увидеть в Музее приграничья Киркенеса. Дизайн постамента был разработан архитектором Гудольфом Блакстадом.
Памятник советскому воину-освободителю был установлен в районе Хаганес в Киркенесе, недалеко от бывшего бомбоубежища Андресгротта. Торжественное открытие Русского монумента состоялось 8 июня 1952 года, при участие министра по рыболовству Норвегии Педера Хольта.
На памятнике выполнены надписи на русском и норвежском языках: «Отважным советским солдатам в память об освобождении города Киркенес в 1944 году».
Ежегодно в День освобождения отмечаемые в Норвегии 8 мая и День Победы 9 мая проходят митинги памяти воинов Второй мировой войны и к подножию памятника жители коммуны Сѐр-Варангер возлагают цветы в ознаменование освобождения и Победы во Второй мировой войне. Также в День освобождения Северной Норвегии и Киркенеса — 25 октября, у Русского монумента проходят торжественные мероприятия.
| ОТВАЖНЫМ СОВЕТСКИМ СОЛДАТАМ В ПАМЯТЬ ОБ ОСВОБОЖДЕНИИ ГОРОДА КИРКЕНЕС 1944 Г. TIL SOVJETSAMVELDETS TAPRE SOLDATER TIL MINNE OM FRIGJØRINGEN AV KIRKENES 1944 |